# Ashampoo Photo Commander
Ashampoo Photo Commander — умовно-безплатна утиліта, універсальний набір засобів для роботи з цифровими зображеннями. Дозволяє з комфортом проглядати цифрові фотографії, в зручному вигляді організовувати їх зберігання та сортування на жорсткому диску комп'ютера, також присутня можливість створення слайд-шоу і запис його на CD/DVD диски! 
Утиліта не є багатоплатформним програмним забезпеченням і працює тільки на комп'ютерах під управлінням операційної системи Microsoft Windows.
Програма була створена Ніколаусом Бренніґом під назвою Brennig's View, і мала статус Freeware. 21 лютого 2005 на офіційній сторінці було оголошено про співпрацю з компанією Ashampoo, і припинення подальшої розробки програми під старою назвою. 31 березня 2005 вийшла перша версії програми під назвою Ashampoo Photo Commander, тип ліцензії змінився на Shareware .

## Опис
Ashampoo Photo Commander допомагає організувати і переглядати ваші знімки, редагувати та покращувати їх, і все це в одній програмі. Крім цього, за допомогою програми можна керувати Вашими аудіо та відео файлами. Процес роботи зводиться до декількох натиснень клавіш - додавайте рамки, редагуйте Ваші фотографії, створюйте вітальні листівки, колажі і слайд-шоу, записуйте фотографії на CD/DVD або викладайте їх на вебсайт, та багато іншого. Новий інтуїтивно-зрозумілий інтерфейс дозволяє завжди бачити, які функції доступні, все настільки просто, що не потрібно звертатися до керівництва. Програма підтримує понад 60 графічних, аудіо та відео форматів.
Інтуїтивний інтерфейс користувача дозволяє досягати чудових результатів, навіть не маючи початкових знань про Ashampoo Photo Commander. У тих місцях програми, де можуть знадобитися будь-які пояснення, вікна мають короткі описи. Можна змінювати користувацький інтерфейс. 

## Основні можливості
- Використання швидких інструментів для виконання звичайних операцій за кілька натиснень
- Редагування об'єктів і використання шарів для редагування
- Нескінченні скасування і повтор дій
- Показ детальної EXIF/ IPTC інформації про фотографії
- Встановлення рейтингу фотографіям за п'яти-бальною шкалою
- Підтримка сортування фотографій за рейтингом
- Розширений попередній прегляд фотографій із стисненням без втрати якості
- Розширений пошук фотографій в під-теках і за даними EXIF/ IPTC інформації
- Нова технологія захоплення екрана, включаючи захоплення незвичайних форм вікон, ефектів Vista Aero Glass тощо
- Вбудовані Майстри для початківців
- Надсилання картинок електронною поштою у вигляді PDF файлу
- Створення слайд-шоу зі звуком
- Інструменти запису на диски CD/ DVD
- Можливість роботи в пакетному режимі
- Створення вебальбомів для їх публікації в інтернеті
- Збереження картинок в PDF файл
- Збереження картинок в Adobe© Photoshop Document (*.psd)
- Редагування фотографій за допомогою унікальних інструментів
- Об'єднання декількох фотографій для створення незвичайних ефектів
- Створення колажів, календарів, візиток і фото-рамок
- Використання стилів для інтерфейсу програми
- Розумний імпорт для фотографій
- Надсилання фотографій електронною поштою
- Вбудовний засіб завантаження фотографій на вебпортал Ashampoo
- Багатомовна підтримка, включаючи українську мову
- Підтримка понад 60 мультимедійних форматів зображень, аудіо та відео файлів

## Системні вимоги

### Операційна система
- Windows® XP, Windows Vista®, Windows® 7, Windows® 8

Для користувачів Windows® XP рекомендується Service Pack 2 або пізніше. 

### Комп'ютер
Будь-який комп'ютер, який виконує одну з вищезазначених операційних систем. Графічна карта з роздільною здатністю 1280 x 800. А також мишка або сумісний вказівниковий пристрій і CD або DVD пристрій запису для створення Фото-CD і Фото-DVD. 

### ОЗУ і простір на диску
Мін. 256 МБ ОЗУ, місця на твердому диску 180 МБ 

### Програмне забезпечення
Щоб надсилати файли поштою, потрібен MAPI-сумісний поштовий клієнт, наприклад, MS Outlook, MS Outlook Express або Mozilla Thunderbird.
Щоб створювати PDF-файли, потрібно встановити на комп'ютер Acrobat Reader. Microsoft Visual C++ 2010 x86 Redistributable